# Genevieve Pitot

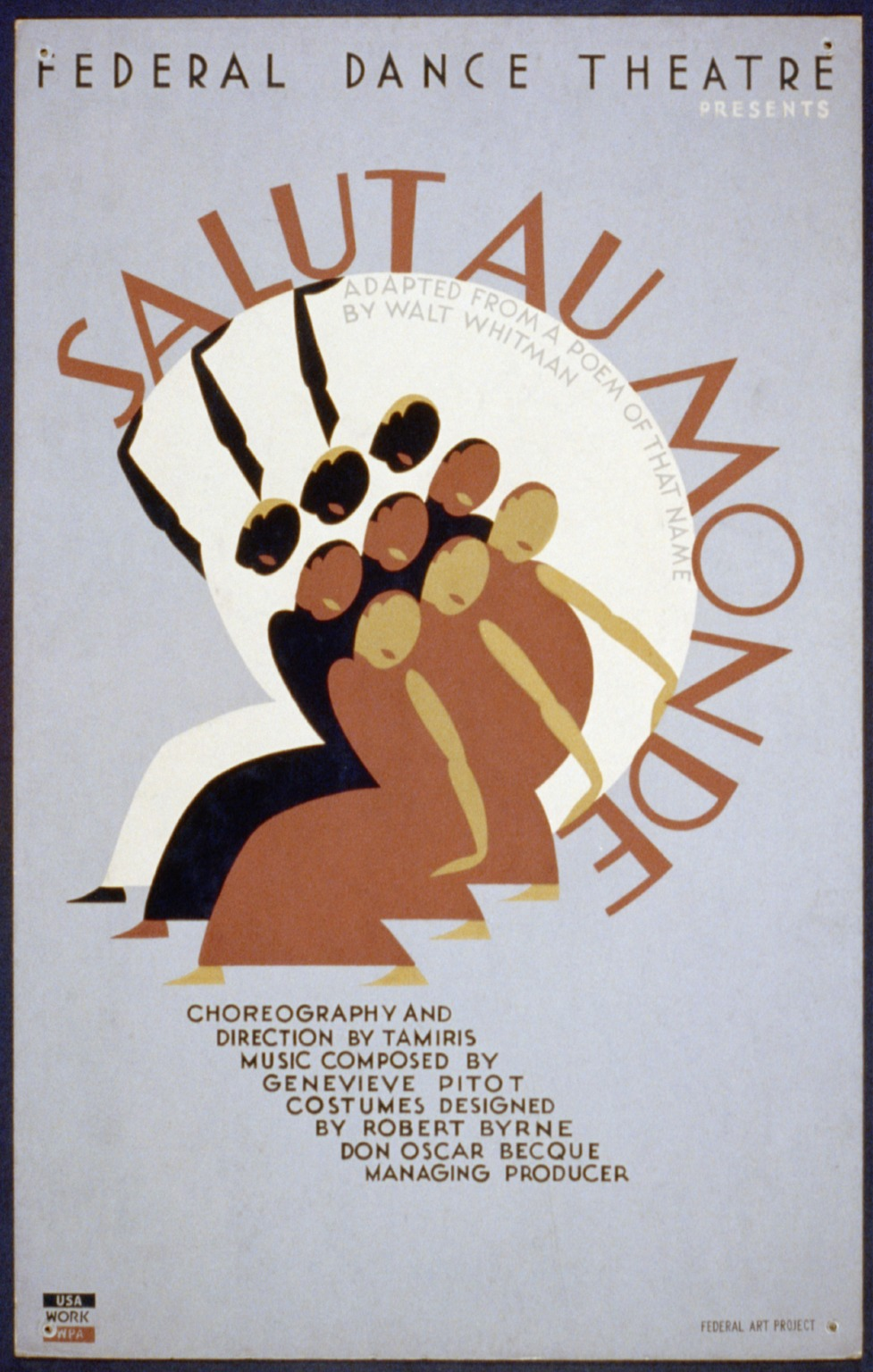
Plakat do spektaklu z muzyką G. Pitot (1936)

Genevieve Pitot (ur. 20 maja 1901 w Nowym Orleanie, zm. 4 października 1980 tamże) – amerykańska pianistka, kompozytorka i aranżerka muzyczna.

## Życiorys
Kształciła się muzycznie w Paryżu. Poślubiła Josepha P. Sullivana. Od lat 30. XX wieku była związana z tańcem oraz teatrami muzycznymi. Pozostałe po niej dokumenty przechowuje Tulane University.

## Twórczość
Skomponowała liczne utwory dla Helen Tamiris, m.in. Adelante, As in a Dream, Liberty Song. Pracowała m.in. dla Agnes de Mille, Donalda Saddlera, Charlesa Weidmana, akompaniowała im na recitalach w latach 30. i 40. XX wieku. Pracowała dla choreografów tworzących musicale na Broadwayu, współpracowali z nią m.in. Hanya Holm, Michael Kidd, Jerome Robbins, adaptowała i aranżowała muzykę, aby była dopasowana do stworzonej przez nich choreografii od 1939 roku.